# مراد الطرابلسي
مراد الطرابلسي (1955 - 8 أبريل 2020) شقيق ليلى الطرابلسي الزوجة الثانية للرئيس التونسي الراحل زين العابدين بن علي.

## المحاكمات
| الاتهامات                                              | الأحكام            | التاريخ                  | مجموع الأحكام | التوقيف    | الخروج من السجن                                | المصادر |
| ------------------------------------------------------ | ------------------ | ------------------------ | ------------- | ---------- | ---------------------------------------------- | ------- |
| تورط في قضايا احتيال وتحويل أموال من شركة اتصالات تونس | توقيف 10 سنوات سجن | يناير 2011 23 أبريل 2012 | 10 سنوات سجن  | يناير 2011 | توفي في المستشفى بعد تعكر حالته ونقله من السجن | [ 3 ]   |

## وفاته
هو ثاني فرد من عائلة الطرابلسي يتوفاه الأجل المحتوم بعد شقيقه المنصف الطرابلسي الذي توفي سنة 2013، توفي مراد الطرابلسي في حدود الساعة 16:30 (بتوقيت تونس) يوم 8 أبريل 2020 بعد نقله من سجن المرناقية إلى مستشفى شارل نيكول منذ يوم 27 مارس إثر تعكّر حالته الصحيّة. وأكد الناطق الرسمي باسم الهيئة العامة للسجون والإصلاح سفيان مزغيش أنه كان يعاني من عدة أمراض مزمنة علاوة على خضوعه إلى تدخل جراحي سنة 2007 قبل دخوله السجن. من جانبه أذن وكيل الجمهورية بعرض جثمان المتوفى على التشريح الطبي لتحديد ملابسات الوفاة التي تشير أسبابها الأولية إلى حدوثها بسبب نوبة قلبية.